# Vilar de Perdizes e Meixide
Vilar de Perdizes e Meixide (llamada oficialmente União das Freguesias de Vilar de Perdizes e Meixide) es una freguesia portuguesa del municipio de Montalegre, distrito de Vila Real.

## Historia
Fue creada el 28 de enero de 2013 en aplicación de una resolución de la Asamblea de la República de Portugal promulgada el 16 de enero de 2013 con la unión de las freguesias de Meixide y Vilar de Perdizes, pasando su sede a estar situada en la antigua freguesia de Vilar de Perdizes.

## Demografía
| Gráfica de evolución demográfica de Vilar de Perdizes e Meixide entre 2011 y 2021 |
|                                                                                   |
| Datos según el nomenclátor publicado por el INE portugués.                        |